# Marcos Pereira da Silva
Marcos Pereira da Silva, né le 29 Novembre 1956, est un pasteur pentecôtiste brésilien. Il est le fondateur de l'église de l'« Assemblée de Dieu des derniers jours ». En 2004 , après une rébellion dans la prison de Benfica, il intervient comme négociateur pour mettre fin à l'émeute. En 2006, il est condamné à 15 ans de prison pour viol. 

## Historique
En 1990, il fonde l’Assemblée de Dieu des Derniers Jours, une dénomination pentecôtiste, à Rio de Janeiro. En 2004, il intervient à la demande de Anthony Garotinho, pour servir de négociateur afin de mettre fin à une rébellion de prisonniers dans la prison de Benfica un quartier de Rio de Janeiro. 
En mai 2013, Marcos Pereira est arrêté et accusé d'avoir violé six femmes dont trois mineures. En septembre 2013, il est condamné à 15 ans de prison, par le tribunal de Rio de Janeiro, pour le viol d'une femme en 2006.
En décembre 2014, après un an et demi de prison, il est libéré.